# Thalictrum vesiculosum
Thalictrum vesiculosum är en ranunkelväxtart som beskrevs av Lecoy.. Thalictrum vesiculosum ingår i släktet rutor, och familjen ranunkelväxter. Inga underarter finns listade i Catalogue of Life.